# Vanessa (prenome)
Vanessa é um prenome feminino especialmente popular nos Estados Unidos, Alemanha, Brasil e Portugal. Foi inventado pelo escritor anglo-irlandês Jonathan Swift para Esther Vanhomrigh, que Swift conheceu em 1708 quando ele lhe dava aulas. O nome foi criado tomando o "Van" do sobrenome de Vanhomrigh e adicionando "Essa", um diminutivo de Esther.
Em 1726 o nome Vanessa apareceu na imprensa pela primeira vez em Cadenus e Vanessa, um poema autobiográfico sobre a relação de Swift com Vanhomrigh. Swift tinha escrito o poema em 1713, mas ele não foi publicado até três anos após a morte de Vanhomrigh. Vanessa foi adotado, mais tarde, como o nome de um gênero de borboleta por Johan Christian Fabricius em 1807.
Vanessa foi o 71.º nome mais popular para meninas nascidas nos Estados Unidos em 2007. Esteve entre os 200 nomes para meninas mais comuns nos Estados Unidos desde 1953 e entre os 100 nomes mais populares para meninas desde 1977. Ele apareceu pela primeira vez entre os top 1000 nomes para meninas nos Estados Unidos em 1950, quando ele apareceu na lista de classificação em 939º lugar.
Na Alemanha, Vanessa tem estado entre os 100 nomes mais comuns para meninas desde 1976. O nome tornou-se mais e mais popular e foi o 7º mais nome popular para as meninas na década de 1990. Nos anos seguintes, sua popularidade caiu e o nome foi classificado em 42º lugar na década 2000-2009.